# Света Троица (Търговище)
Вижте пояснителната страница за други значения на Света Троица.
„Света Троица“ е православна църква, разположена в квартал Въбел, Търговище. Тя е част от Търговищка духовна околия, Варненска и Великопреславска епархия на Българската православна църква.

## История
Когато селището наброява вече 30 къщи, местни будни българи, сред които дядо Братой, чорбаджи Стою, дядо Пею и дядо Георги поемат инициативата да си построят черква. Обръщат се към местния мухтарин Юсенаа с молба да си постоят параклис, но той им отказва. Българите обаче не се отказват и пращат дядо Стою и дядо Георги при разградския околийски управител Караян (тогава селото е било под административното управление на Разград). Делегацията моли управника да им разреши построяването на една стаичка за молитвен дом. Караян се отнесъл с уважение към пратениците и им позволил да си построят „Хибадет ари“ – параклис. Написва писмо до местния мухтарин Юсенаа с поръка и местните мохамедани да помагат на българите при изграждането на техния молитвен дом. Българите така и не потърсили помощ от турци. Място за храма дава от собствения си двор дядо Братойовлар, майстор на строежа е дядо Пею. За камбана им служи дървено клепало. Параклиса посвещават на Света Троица.
Тук идват 4-5 пъти годишно свещеници от Ески Джумая, а в останалите неделни и празнични дни четат утринно и вечерно правило учителите от местното народно училище. Този параклис служи на въбелчани до 1912 година, когато им става тесен. Тогава събират средства за строежа на нов храм, но по време на Балканската война спират временно строителството.
Храмът е завършен през 1918 година, а през 1922 година е осветен от Варненския и Преславски митрополит Симеон.

## Архитектура
Църквата е кръстокуполна базилика с обла апсида. Над притвора се издига класическа богата камбанария. Строена е от камък и червени пресовани тухли, зидани в последователно редуване. На това се дължи интересната и външна архитектурна украса. В този североизточен район на страната тази, както и омуртагската църква са с най-богати стенописи. Иконографисана е от самоукия художник Московченко.